# Csevapovich Gergely
Csevapovich Gergely (Beretovici, 1786. április 23. – Buda, 1830. április 21.) bölcseletdoktor, kapisztrán rendi tartományfőnök.

## Élete
A pozsegai gimnáziumban tanult és 1802-ben a ferences rendi Kapisztrán szerzetbe lépett. 1806-ban bölcseletdoktor lett Pesten; 1809-ben misés pappá szentelték. 1821–1824 között és 1827–tól 1838-ig a rend tartományfőnöke volt.

## Munkái
- Assertiones ex theologia morali nec non universo jure ecclesiastico… Budae, 1815
- Josip, sin Jakoba patriarke u narodnoj igri prikazan od učenikah vukovarskih. Uo. 1820
- Vaga umérlog covika. Uo. 1823
- Synoptico-memorialis catalogus observantis minorum provinciae S. Joannis a Capistrano olim Bosniae argentinae; a dimidio seculi XIII. usque recentem aetatem, ex archivo et chronicis eiusdem recusus. Uo. 1823
- Sermo, occasione jubilaei sacerdotalis R. P. Antonii Schmidt… Budae in ecclesia ad S. Stephanum protomartyrem in via regia, die 26. aprilis 1829, Uo.
- Gregorius Csevapovich, ord. minorum, observantis provinciae S. Joannis a Capistrano… omnibus et singulis ejusdem provinciae suis resp. titulis dignissimis patribus ac fratribus charissimis salutem, et indeficientem coelestium gratiarum affluentiam! Essekinii, 1829
- Recensio observantis minorum provinciae S. Joan. a Capistrano, per Hung. Austr. Inf. et Slavon. extensae; commentariis ethnol. philol. statist. geogr. hist. illustrata… Pro anno 1830. Budae (szerző életrajzával)